# 赞宗错
赞宗错位于中国西藏自治区那曲市双湖县境内，地处双湖县南部。湖面海拔4520米，面积13平方公里。湖区富含石盐沉积，是藏区主要采盐地之一。